# Chwałów (województwo dolnośląskie)
Chwałów – wieś w Polsce położona w województwie dolnośląskim, w powiecie wrocławskim, w gminie Mietków.

## Podział administracyjny
W latach 1975–1998 miejscowość administracyjnie należała do województwa wrocławskiego.

## Historia
Chwałów powstał w XIII wieku. W roku 1315 nazwano go Vrowimhayn. Założony został przez gospodarzy i rycerzy pod opieką księcia. W roku 1576 zbudowano pałac, który w zniszczonym stanie zachował się do dziś. Podczas wojny trzydziestoletniej wioska została zniszczona, a odbudowywanie rozpoczęto wiosną roku 1654. Jeszcze w roku 1633 mieszkańcy rozebrali kościółek i doszczętnie rozkradli. Chwałów w latach 1639–1945 należał do hrabiów Zedlitz und Trűtzschler.
We wsi znajduje się pałac (niem. Schloss Frauenhain) rodziny von Zedlitz und Trützschler.